# Хумара
Хумара́ (кабард.-черк. Хъумэрэн) — аул в Карачаевском районе Карачаево-Черкесской Республики. 
Административный центр муниципального образования «Хумаринское сельское поселение».

## География

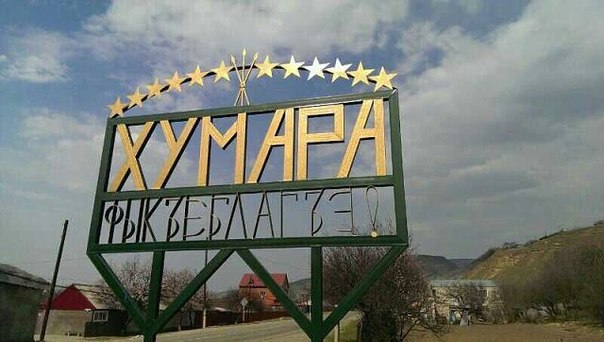
Стела перед въездом в аул

Аул расположен в северной части Карачаевского района, на правом берегу реки Кубань. Находится в 12 км к северу от районного центра Карачаевск и в 42 км к югу от города Черкесск, на трассе Р155 Черкесск—Теберда.
Граничит с землями населённых пунктов: Малокурганный на юго-западе, Орджоникидзевский на западе, Кумыш на северо-западе и Белая Гора на севере.
Населённый пункт расположен в горной зоне республики. Рельеф в основном представляет собой горную местность. Терраса имеет общий уклон с востока на запад. Над восточной частью аула возвышается плато Калеж. Средние высоты на территории аула составляют 884 метров над уровнем моря. Абсолютные превышают отметки в 1500 метров.
Гидрографическая сеть в основном представлена рекой Кубань. У южной окраины села в Кубань впадает река Кубрань. К востоку от аула расположено одноимённое озеро Хумара.
Климат влажный умеренный. Средняя годовая температура воздуха составляет +8,0°С. Наиболее холодный месяц — январь (среднемесячная температура -4,0°С), а наиболее тёплый — июль (+21,0°С). Заморозки начинаются в конце октября и заканчиваются в середине апреля. Среднее количество осадков в год составляет около 800 мм в год. Основная их часть приходится на период с апреля по июнь.

## Этимология
Есть несколько версий о происхождении названия аула.
Хумара восходит к древнетюркскому «χumaru» — «наследство, то, что завещано», «qumaru» — «завещание, завет» .
Слово Хумара  от кабардино-черкесского «Хъумэрэн», что в переводе означает — защищать (укреплённое место). В абазинском ХӀвмараа — родовое имя.

## История
Первоначально аул Абуковский располагался в районе Пятигорья. В 1775 году жители селения переселились в долину реки Кума и основали аул Абуковский (ныне село Первомайское). Причиной переселения было, притеснения в результате военных действий царских войск в районе Пятигорья.
В 1803 году во время раздела имущества между братьями Абуковыми возник спор, и Абуков Алий был вынужден обосноваться на правом берегу реки Кубань, в устье реки Мара, но из-за частых разливов реки жилища сельчан разрушались и погибал скот. В 1825 году Абуков Алий принял решение переселиться по Хумаринскому ущелью, в долину Бохшаколы.
В 1835 году абазинские князья Ногай и Саральп Лоовы просили российские власти переселиться с Кумы в местность у аула Абуковский. Прошение было удовлетворено.
В 1862 году аульчане стали переселяться на нынешнее место жительства у подножия горы Калеж, что находится в двух километрах севернее долины Бохшаколы. Население составляло 120 человек.
По данным Е.Д. Филицина, в 1884 году население аула составляло уже 268 человек, из них 201 — кабардинцы и бесленеевцы, 67 — абазины.
В 1925 году аул Абуковский как и другие черкесские аулы, был переименован из-за присутствия в их названиях фамилий княжеских и дворянских родов. В результате аул получил своё современное название — Хумара.

## Население
| 2002 | 2010  | 2021  |
| ---- | ----- | ----- |
| 1219 | ↗1558 | ↘1425 |

Национальный состав
По данным Всероссийской переписи населения 2010 года:
| Народ      | Численность, чел. | Доля от всего населения, % |
| ---------- | ----------------- | -------------------------- |
| черкесы    | 1 396             | 89,6 %                     |
| русские    | 70                | 4,5 %                      |
| карачаевцы | 50                | 3,2 %                      |
| абазины    | 22                | 1,4 %                      |
| другие     | 20                | 1,3 %                      |
| всего      | 1 588             | 100 %                      |

## Образование
- Средняя общеобразовательная школа № 1 — ул. Курортная, 65.
- Начальная школа Детский сад «Светлячок» — ул. Курортная, 62.

## Здравоохранение
- Участковая больница — ул. Курортная, 36.

## Культура
- Дом культуры

Общественно-политические организации:
- Адыгэ Хасэ
- Совет ветеранов труда и войны

## Ислам
В ауле действует одна мечеть.
- Аульская мечеть — ул. Курортная, 79.

## Хумаринское городище
В 1960 и в 1974 годах разными группами археологов велись раскопки и исследования остатков городища на плато Калеж, находящегося рядом с аулом.

## Улицы
Улицы
| Алакаева      |
| Гукемухова    |
| Дзамыхова     |
| Комсомольская |
| Курортная     |

| Мира       |
| Музейная   |
| Набережная |
| Парковая   |
| Победы     |

| Подгорная   |
| Подскальная |
| Советская   |
| Темировых   |
| Хумаринская |

Переулки
| Абазинский        |
| Горный            |
| Интернациональный |
| Калежный          |

| Кубанский    |
| Лесной       |
| Надшкольный  |
| Пролетарский |

| Сквозной   |
| Хуторской  |
| Шахтёрский |

## Известные уроженцы
- Темиров Умар Ереджибович — российский политический и государственный деятель, народный депутат РФ/РСФСР.